# Most royal candidate theory
De most royal candidate theory (Engels: theorie van de meest koninklijke kandidaat) is het bijgeloof dat elke presidentsverkiezing in de Verenigde Staten is gewonnen door de kandidaat met het meeste koninklijk bloed, degene die het dichtst verwant is aan een Europese heersende bloedlijn. 
Voorstanders van de theorie, en met name de overleden Harold Brooks-Baker, claimen dat elke Amerikaanse president sinds George Washington zijn bloedlijn terug kan voeren tot meerdere Europese edelen, met ten minste 33 presidenten die zouden afstammen van Alfred de Grote en Karel de Grote. De theorie wordt vaak genoemd als bewijs dat presidentskandidaten niet op een democratische manier gekozen worden, maar gekozen worden door een cabal, zoals de Illuminati.
Critici van de theorie stellen dat de kans dat een willekeurig persoon af zou stammen van een Europees heerser verbazend hoog is, en een schatting suggereert dat meer dan 150 miljoen Amerikanen verwant zijn aan een koninklijke familie. Dit komt doordat als men een stamboom terug in de tijd volgt, het aantal voorouders met elke generatie verdubbelt. Als iemand bijvoorbeeld zijn stamboom zou volgen tot het jaar 1500, dan zou men ongeveer een miljoen voorouders vinden.